# Steve Angello
Steve Angello (født 1982 i Athen som Steve Angello Josefsson Fragogiannis) er en svensk/græsk DJ og producer. 